# Piotruś Pan (film 1988)
Piotruś Pan (ang. Peter Pan) – australijski film animowany z 1988 roku wyprodukowany przez Burbank Films Australia. Animowana adaptacja powieści Jamesa Matthew Barriego Przygody Piotrusia Pana. 

## Obsada (głosy)
- Olivia Martin jako Wendy Darling

## Wersja polska
W Polsce film został wydany na VHS i DVD.

### Wersja VHS
Wersja wydana na VHS
- Dystrybucja: Starcut Film[2][3]

### Wersja DVD
Wersja wydana na DVD w serii Najpiękniejsze baśnie i legendy z angielskim dubbingiem i polskim lektorem.
- Dystrybucja: Vision
- Opracowanie wersji polskiej: Tomasz Omelan
- Czytał: Paweł Straszewski